# Ридер, Джо
Джоза́я (Джо) Ри́дер (англ. Josiah (Joe) Reader; 27 февраля 1866 — 8 марта 1954) — английский футболист, вратарь. Всю свою карьеру провёл в клубе «Вест Бромвич Альбион», также сыграл 1 матч за национальную сборную Англии.

## Биография
Уроженец Уэст-Бромиджа (графство Стаффордшир), Джо Ридер присоединился к местному клубу «Вест Бромвич Альбион» в январе 1885 года в качестве любителя, а уже в августе подписал профессиональный контракт. 26 октября 1889 года дебютировал в Футбольной лиге в матче против клуба «Астон Вилла». В сезоне 1891/92 помог «дроздам» выиграть Кубок Англии, обыграв в финальном матче «Астон Виллу» со счётом 3:0.
3 марта 1894 провёл свой единственный матч за национальную сборную Англии, выйдя на позиции вратаря в игре Домашнего чемпионата против сборной Ирландии на стадионе «Солитьюд» в Белфасте. Игра завершилась вничью со счётом 2:2.
В сезоне 1894/95 сыграл во втором финале Кубка Англии, также против «Астон Виллы», но на этот раз «дрозды» проиграли в нём со счётом 0:1.
После переезда клуба на новый стадион «Хоторнс» в 1900 году Ридер стал единственным игроком «Альбиона», сыгравшим за него на трёх разных домашних стадионах («Фор Экрз», «Стоуни Лейн», «Хоторнс»).
В начале XX века был последним вратарём в Англии, носившим длинные штаны (а не шорты), стоя на воротах.
Всего Ридер провёл за «Вест Бромвич Альбион» 370 официальных матчей (315 из них в рамках лиги). В апреле 1901 года завершил карьеру игрока «из-за болезни», после чего работал на разных тренерских должностях в клубе, а позднее стал стюардом стадиона «Хоторнс». В этой должности он пробыл до 1950 года. Умер в Уэст-Бромидже в марте 1954 года в возрасте 88 лет.

## Достижения
«Вест Бромвич Альбион»
- Обладатель Кубка Англии: 1891/92
- Финалист Кубка Англии: 1894/95